# Limfòcit Th17
Els limfòcits Th17 (limfòcits T col·laboradors 17) són un subconjunt de limfòcits T col·laboradors descoberts el 2007 que produeixen interleucina 17 (IL-17). Són considerats a nivell de desenvolupament diferents dels limfòcits Th1 i Th2, i es creu que quantitats excessives del limfòcit juguen algun paper en les malalties autoimmunitàries com ara l'esclerosi múltiple (anteriorment es creia que era causada pels limfòcits Th1), la psoriasi, la uveïtis autoimmunitària, la diabetis juvenil, l'artritis reumatoide i la malaltia de Crohn.
Més específicament, es creu que estan implicades en els processos inflamatoris i de dany tissular en aquestes malalties. Els limfòcits Th17 poden causar greus malalties autoimmunitàries. Tanmateix, duen a terme una tasca molt important en la immunitat als microbis a les barreres epitelial i mucosa. Produeixen citocines (com la interleucina 22) que estimulen les cèl·lules epitelials per produir proteïnes antimicrobianes per desfer-se de certs tipus de microbis (com ara Candida i Staphylococcus). Així, una manca severa de limfòcits Th17 pot fer augmentar la susceptibilitat a infeccions oportunistes.

## Diferenciació
Encara no queda del tot clar exactament quines citocines contribueixen a la formació de Th17, però s'han implicat en humans i ratolins el factor de creixement transformant beta (TGF-β), la interleucina 6 (IL-6), la interleucina 21 (IL-21) i la interleucina 23 (IL-23). Recentment s'ha qüestionat, tanmateix, que TGF-β jugui algun paper en humans, i s'assumeix que la interleucina 1β podria tenir-hi algun rol. Altres proteïnes implicades en la diferenciació són el transductor de senyal i activador de la transcripció 3 (STAT3) i els receptors orfes relacionats amb l'àcid retinoic alfa (RORα) i gamma (RORγ). Algunes citocines efectores associades a aquests limfòcits són les interleucines IL-17, IL-21 i IL-22.
L'activació de precursors de limfòcits T col·laboradors en presència de TGF-β i IL-6 es pensa que condueix la diferenciació de limfòcits Th17 en ratolí. A banda de les citocines, no és clar si altres elements de l'activació inicial de Th17 difereixen dels que es coneixen per a altres limfòcits T col·laboradors. S'ha suggerit que IL-23 estaria relacionat amb l'expansió de poblacions establertes de Th17, però aquesta citocina per sí sola no pot induir la diferenciació de precursors de limfòcits T naïf en aquest tipus cel·lular. S'ha mostrat que IL-21, una citocina produïda per Th17, inicia una ruta alternativa per la mateixa activació de poblacions de Th17. En humans, una combinació de TGF-β, IL-1β i IL-23 indueix la diferenciació de Th17 a partir de limfòcits T naïf. Tant l'interferó gamma (IFNγ) com l'IL-4, els principals estimuladors de la diferenciació de Th1 i Th2 respectivament, s'ha mostrat que inhibeixen la diferenciació de Th17.

## Funcions
En una caracterització inicial, els limfòcits Th17 es van relacionar àmpliament amb malalties autoimmunitàries, i es va observar com Th17 autoespecífiques resultaven altament patològiques. Alguns estudis han demostrat una inducció preferent de IL-17 en casos d'infecció amb diverses espècies de bacteris i fongs, suggerint un paper més natural de Th17. Els limfòcits Th17 produeixen fonamentalment dos membres principals de la família IL-17, IL-17A i IL-17F, que estan involucrats en el reclutament, activació i migració de neutròfils. Aquestes cèl·lules també secreten IL-21 i IL-22. Recentment s'ha observat que cèl·lules Th17 polaritzades mitjancen la regressió de tumors establerts en ratolins. Actualment existeix un debat sobre si la naturalesa altament inflamatòria dels limfòcits Th17 és suficient com per causar o contribuir a la carcinogènesi.